# Viola mollicula
Viola mollicula är en violväxtart som beskrevs av H. D. House. Viola mollicula ingår i släktet violer, och familjen violväxter. Inga underarter finns listade i Catalogue of Life.